# Stamboom Anna van Hannover (1709-1759)
Dit is de stamboom van Anna van Hannover (1709-1759).
| Stamboom Anna van Hannover (1709-1759)                                       | Stamboom Anna van Hannover (1709-1759)                                                      | Stamboom Anna van Hannover (1709-1759)                                                      | Stamboom Anna van Hannover (1709-1759) | Stamboom Anna van Hannover (1709-1759)                                                                             | Stamboom Anna van Hannover (1709-1759)                                                                             | Stamboom Anna van Hannover (1709-1759)                                                                             |
| ---------------------------------------------------------------------------- | ------------------------------------------------------------------------------------------- | ------------------------------------------------------------------------------------------- | --- | --- | --- | --- |
| Grootouders                                                                  | George I van Hannover (1660-1727) x 1682 Sophie Dorothea van Brunswijk-Lüneburg (1666-1726) | George I van Hannover (1660-1727) x 1682 Sophie Dorothea van Brunswijk-Lüneburg (1666-1726) | George I van Hannover (1660-1727) x 1682 Sophie Dorothea van Brunswijk-Lüneburg (1666-1726) | Johan Frederik van Brandenburg-Ansbach (1654-1686) x 1681 Eleonore Erdmuthe Louise van Saksen-Eisenach (1662-1696) | Johan Frederik van Brandenburg-Ansbach (1654-1686) x 1681 Eleonore Erdmuthe Louise van Saksen-Eisenach (1662-1696) | Johan Frederik van Brandenburg-Ansbach (1654-1686) x 1681 Eleonore Erdmuthe Louise van Saksen-Eisenach (1662-1696) |
| Ouders                                                                       | George II van Hannover (1683-1760) x 1705 Caroline van Brandenburg-Ansbach (1683-1737)      | George II van Hannover (1683-1760) x 1705 Caroline van Brandenburg-Ansbach (1683-1737)      | George II van Hannover (1683-1760) x 1705 Caroline van Brandenburg-Ansbach (1683-1737) | George II van Hannover (1683-1760) x 1705 Caroline van Brandenburg-Ansbach (1683-1737)                             | George II van Hannover (1683-1760) x 1705 Caroline van Brandenburg-Ansbach (1683-1737)                             | George II van Hannover (1683-1760) x 1705 Caroline van Brandenburg-Ansbach (1683-1737)                             |
| Anna van Hannover (1709-1759) x 1734 Willem IV van Oranje-Nassau (1711-1751) |                                                                                             |                                                                                             | | | | |
| Kinderen                                                                     | nn (1735)                                                                                   | nn (1739)                                                                                   | Carolina (1743-1787) x 1760 Karel Christiaan van Nassau-Weilburg (1735-1788) | Anna (1746) | Willem V (1748-1806) x 1767 Wilhelmina van Pruisen (1751-1820)                                                     | Willem V (1748-1806) x 1767 Wilhelmina van Pruisen (1751-1820)                                                     |
| Kleinkinderen                                                                | -                                                                                           | -                                                                                           | George Willem Belgicus (1760-1762) Lodewijk (1761-1770) Maria (1764-1802) Louise (1765-1837) nn (1767) Frederik Willem (1768-1816) Carolina (1770-1828) Karel Lodewijk (1772) Karel (1775-1807) Amalia (1776-1841) nn (1778) nn (1779) Henriëtte (1780-1857) nn (1784) nn (1785) | - | nn (1769) Louise (1770-1819) nn (1771) Willem I (1772-1843) Frederik (1774-1799)                                   | nn (1769) Louise (1770-1819) nn (1771) Willem I (1772-1843) Frederik (1774-1799)                                   |